# Amor idiota
Amor idiota es una película española protagonizada por Santi Millán y Cayetana Guillén Cuervo. Está dirigida por Ventura Pons. 

## Argumento
Pere-Lluc Solans (Santi Millán) es un joven inmaduro. Un día de juerga tras la muerte de un conocido, conoce a una chica llamada Sandra (Cayetana Guillén Cuervo). Cada vez se obsesiona más con ella, pero está casada...